# Muley el Hassán ben el Mehdi

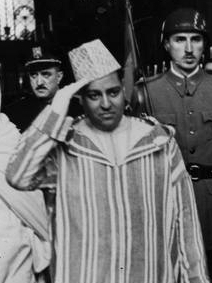
Muley el Hassán ben el Mehdi (1942).

Muley el Hassán ben el Mehdi (* 1. August 1912 in Fès; † 1984), auch Su Alteza Imperial (SAI) el Jalifa, war der zweite und letzte Jalifa (Kalif) des Protektorates Spanisch-Marokko.

## Leben
Muley el Hassán ben el Mehdi war der Sohn von Muley el Mehdi Ismael Alaoui († 1923), der von 1913 bis 1923 Jalifa war.

### Regentschaft
Nach der Schlacht von Annual am 22. Juli 1921, starb 1923 El Mehdi Ben Ismail, der erste Jalifa, sein Sohn Hassán Ben Alaoui wurde der zweite Jalifa. Unter dem späteren Hochkommissar Primo der Rivera wurde zuerst das Territorium weitgehend von spanischen Truppen geräumt.
El Hassán bestieg 1925 den Thron in Tétouan. Am 18. August 1926 stiftete er den Wissam al-Mehdawi, einen Orden. Dieser wurde zu einem wesentlichen Kolonialorden des franquistischen Spanien. Der Orden hat die Form eines Hexagramms, ist hell- und dunkelblau emailliert, in seinem Zentrum ist eine goldene Sonne dargestellt, die aus einem grünen See aufsteigt. 1927 war der Initiator des Kontaktgifteinsatzes, Alfons XIII., bei Hassán zu Gast.
Am 1. Juni 1949 heiratete Hassán, Prinzessin Lalla Fatima Zohra (13. Juni 1926 Tanger – 15. September 2003), die einzige Tochter von Abd al-Aziz. Der Sultan war Hassáns Cousin. Zur Hochzeit schenkte Franco einen Scheck über eine Million Peseten. Im August 1953 setzte die französische Regierung von Joseph Laniel, Mohammed V. (Marokko) in Französisch-Marokko für zwei Jahre ab und setzte stattdessen seinen Onkel Sidi Mohammed ben Arafa als Sultan ein. Drei Tage nach der Einsetzung von Sidi Mohammed ben Arafa als Sultan ließ sich der Hochkommissar von Spanisch-Marokko, Rafael García Valiño y Marcén (März 1951 bis 7. April 1956) durch Mulai el-Hassan ben el-Mehdi das Großkreuz des Hassani-Ordens überreichen. Für den 18. Dezember 1953 war zwischen Hassán und Franco die Ausrufung eines souveränen Spanisch-Marokkos vereinbart gewesen, die französische Regierung machte bei der Regierung Harry S. Truman geltend, dass bei einem souveränen Spanisch-Marokko Frankreich nicht mehr für die Zuverlässigkeit seiner marokkanischen, algerischen und tunesischen Kolonialtruppen an den Fronten Indochinas garantieren könne, woraufhin die Unabhängigkeit nicht ausgerufen wurde. 1955 wurde mit einem Briefmarkensatz und einem wissenschaftlichen Institut sein 30-jähriges Thronjubiläum gefeiert.
1956 wurde Marokko unabhängig und Hassán als Botschafter nach London entsandt. Anschließend war er Botschafter in Rom und in den 1960ern kehrte das Paar nach Marokko zurück.

## Landesgeschichte während der Regentschaft
Ab Februar 1913 wurde das Protektoratsgebiet mit 50.000 spanischen Soldaten unter dem Befehl des ersten Hochkommissars Felipe Alfau Mendoza besetzt. Zuerst wurde Tétouan besetzt und der erste Jalifa eingesetzt, der Vertreter des Sultans von Französisch-Marokko.
In Marokko hatten die Brüder Mannesmann Eigentum, was etwa einem Achtel des Wertes des Territoriums entsprach. Die unvollständige Besetzung des Protektoratsgebietes während des Ersten Weltkrieges wurde von spanischer Seite damit begründet, dass damit ein Krieg mit anderen Mächten in Europa vermieden werden sollte. Während des Rifkrieges von 1921 bis 1927 warfen kombinierte französisch-spanische Kräfte Lostbomben nach einer Verseuchungsstrategie, welche von Hugo Stoltzenberg entwickelt worden war. Gleichzeitig wurden die fruchtbaren Gebiete Französisch-Marokkos von 325.000 französischen Soldaten unter Philippe Pétain besetzt, um die Rif-Republik auszuhungern. Diese in Frankreich unpopuläre, personalintensive Strategie führte dazu, dass in Frankreich die Wehrgesetzgebung geändert wurde und im Juli–August 1925 die Ruhrbesetzung durch französische Truppen beendet wurde.
Am 1. Mai 1931 demonstrierten die Arbeiter Marokkos und forderten die gleichen Rechte wie die Spanier, 800 marokkanische Bürger sandten einen Brief an den Präsidenten der Zweiten Republik, Niceto Alcalá-Zamora, und baten um Gleichheit in allen Aspekten mit den spanischen Staatsbürgern. Die Zweite Republik gestand daraufhin, wie Frankreich in Algerien und Französisch-Marokko, den Juden in Spanisch-Marokko die spanische Staatsbürgerschaft zu und am 5. April 1934 wurde Ifni besetzt. Am 14. Juni 1940 ließ der Hochkommissar Luis Orgaz Yoldi die Internationale Zone von Tanger okkupieren und im November 1940 wurde Tanger in das spanische Protektorat von Marokko eingegliedert.

### Titel Jalifa
Jalifa, die spanische Transkription des arabischen Begriffes خليفة, sollte die Bedeutung, den Repräsentanten oder Statthalter des alawidischen Sultans, der in Rabat in Französisch-Marokko residierte, darstellen.
Im System der Protektorate stellten beide die Fiktion der Souveränität der marokkanischen Institutionen dar. Die Funktion des Jalifa war vor allem symbolisch, er unterschrieb die diktierten Anordnungen des spanischen Hochkommissars und wurde von den spanischen Behörden begleitet.